# Flashpoint (Rolling Stones)
Flashpoint is een livealbum van The Rolling Stones. Het werd uitgegeven in 1991. De opnames werden gemaakt tijdens de Steel Wheels/Urban Jungle Tour in 1989 en 1990. De laatste twee nummers: Highwire en Sexdrive zijn niet live gespeeld maar in de studio opgenomen.
In 1998 werd het album geremasterd en herdrukt door Virgin Records.

## Nummers
- Alle nummers zijn door Mick Jagger en Keith Richards geschreven tenzij anders is aangegeven.

1. (Intro) Continental Drift – 0:29
2. Start Me Up – 3:54
3. Sad Sad Sad – 3:33
4. Miss You" – 5:55
5. Rock and a Hard Place" – 4:51
6. Ruby Tuesday" – 3:34
7. You Can't Always Get What You Want" – 7:26
8. Factory Girl" – 2:48
9. "Can't Be Seen" – 4:17
10. Little Red Rooster" (Willie Dixon) – 5:15
  - Special guest Eric Clapton speelt mee op gitaar.
11. Paint It, Black" – 4:02
12. Sympathy for the Devil" – 5:35
13. Brown Sugar" – 4:10
14. Jumpin' Jack Flash" – 5:00
15. (I Can't Get No) Satisfaction – 6:08
16. Highwire – 4:46
17. Sex Drive – 4:28

## Bezetting
- Mick Jagger - leadzang, mondharmonica
- Keith Richards - gitaar, achtergrondzang
- Ronnie Wood - gitaar
- Bill Wyman - basgitaar
- Charlie Watts - drums

- Chuck Leavell - keyboards
- Matt Clifford - keyboards en Franse hoorn
- Lisa Fischer - achtergrondzang
- Bernard Fowler - achtergrondzang
- Cindy Mizelle - achtergrondzang
- Lorelei McBroom - achtergrondzang
- Bobby Keys - sax
- The Uptown Horns - brass
- The Kick Horns - brass tijdens "Rock and a Hard Place"
- Eric Clapton - gitaar tijdens het nummer "Little Red Rooster"
- Tessa Niles - achtergrondzang met het nummer "Sex Drive"
- Katie Kisson - achtergrondzang met het nummer "Sex Drive"

## Hitlijsten
Album
| Jaar | Hitlijst                      | Notering |
| ---- | ----------------------------- | -------- |
| 1991 | Nederlandse Album Top 100     | 5        |
| 1998 | Ultratop 200 Albums           | 42       |
| 1991 | Official Albums Chart Top 100 | 6        |
| 1991 | Billboard 200                 | 16       |

Singles
| Jaar | Single       | Hitlijst               | Notering |
| ---- | ------------ | ---------------------- | -------- |
| 1991 | Highwire     | The Billboard Hot 100  | 57       |
| 1991 | Highwire     | Mainstream Rock Tracks | 1        |
| 1991 | Highwire     | Modern Rock Tracks     | 28       |
| 1991 | Highwire     | Hot 100 Airplay        | 70       |
| 1991 | Highwire     | UK Top 75 Singles      | 29       |
| 1991 | Ruby Tuesday | UK Top 75 Singles      | 59       |
| 1991 | Sex Drive    | Mainstream Rock Tracks | 40       |